# Jasan v zámeckém parku v Čakovicích
Jasan v zámeckém parku v Čakovicích je památný strom, který roste v parku u zámku severně od památného jinanu dvoulaločného. Nachází se v části Čakovice v Praze.

## Parametry stromu
- Výška (m): 34,0
- Obvod (cm): 383
- Ochranné pásmo: vyhlášené - kruh o poloměru 22 m
- Datum prvního vyhlášení: 22.04.2013[1]
- Odhadované stáří: 220 let (k roku 2016)[2]

## Popis
Jedná se o nejmohutnější jasan ztepilý v Praze a zároveň o jeden z největších jasanů v Česku.

## Významné stromy v okolí
- Javory stříbrné v Čakovicích
- Jinan v zámeckém parku v Čakovicích
- Lípa republiky v zámeckém parku